# پروتون پردانا
پروتون پردانا (به انگلیسی: Proton Perdana) یک خودروی اندازه متوسط سدان چهار در است که به‌وسیلهٔ شرکت مالزیایی پروتون هولدینگ ساخته شده‌است. این خودرو در ۲۶ ژانویه سال ۱۹۹۵ عرضه شد. پردانا نمونهٔ بازنشانی شدهٔ نسل هفتم میتسوبیشی اترنا است و نتیجهٔ همکاری بین میتسوبیشی و پروتون است. حدود ۸۰ هزار دستگاه از نسل اول پردانا در حد فاصل سال‌های ۱۹۹۵ تا ۲۰۱۳ به فروش رسید.
طول این خودرو در حالت طبیعی ۴٬۶۱۵ میلیمتر (۱۸۱٫۷ اینچ)، عرض این خودرو در حالت طبیعی ۱٬۷۳۰ میلیمتر (۶۸٫۱ اینچ)، ارتفاع این خودرو در حالت طبیعی ۱٬۴۰۰ میلیمتر (۵۵٫۱ اینچ) و وزن این خودرو در حالت طبیعی ۱٬۳۳۶ کیلوگرم (۲٬۹۴۵ پوند) است.